# 阿道弗·布魯諾
阿道弗·布魯諾（Adolfo Bruno，義大利語發音：[aˈdɔlfo ˈbruːno]，1945年11月24日—2003年11月23日），也稱為「Big Al」，是一名紐約市吉諾維斯犯罪家族的美國黑幫，他在麻省的春田市運作有組織犯罪活動。

## 犯罪生涯
布魯諾於1945年11月24日出生在意大利的布拉奇利亞諾，10歲時移民到美國的春田市。
1984年，布魯諾是在多個州份賭博圈中被捕的幾個人之一，當中還有Amadeo Santinelo。1987年，布魯諾在紐約州的阿伯尼被法官Frank Freedman以賭博罪名判處入獄聯邦監獄五年。布魯諾的同案被告包括有Mario Fiore、Anthony "Turk" Scibelli、Ricky S. Songini、Felix Tranghese、Albert "Baba" Scibelli和Donald Pepe。
1990年，布魯諾處於一場爭議中，漢普登縣地方檢察官Matthew Ryan Jr.的一位高級助手指責地方檢察官對布魯諾這樣的黑幫表現溫柔寬厚，許多人認為這打斷了Ryan長期職業生涯。Ryan是布魯諾的慣常壁球搭檔，他否認了這些指控但在當年已退休了。
1991年，布魯諾在麻省阿加萬的一場與幫派有關的槍擊案中被宣判謀殺未遂。檢察官聲稱，布魯諾和共同被告人John J."Jake" Nettis在布魯諾的兄弟Frank所擁有的一個穀倉裡槍殺了被定罪過的博彩員Joseph Maruca。州檢察官利用改過自新的費城犯罪家族殺手菲爾·萊昂內蒂作為政府證人。Nettis被定罪，而且被判處9至10年的州立監獄刑罰。
1993年，春田市的理髮師Vito Ricciardi在春田市的Our Lady of Mount Carmel社交俱樂部外面向布魯諾開了兩次槍。然而，據說布魯諾身穿避彈衣，在槍擊中幸存下來。Ricciardi後來說他射殺布魯諾是因為他未支付債務而遭到襲擊。
1996年，布魯諾和Francesco J."Skyball" Scibelli因非法賭博而被判入獄15個月。

## 被謀殺
2003年11月23日，布魯諾和Frank Depergola在Our Lady of Mount Carmel俱樂部外面走進他們的車內時被一名男子接近。這名男子叫了布魯諾的名字，當布魯諾轉過身來對他說話時，這名男子在布魯諾的頭部和腹股溝開槍六次。後來在春田市的Baystate醫療中心宣佈布魯諾已死亡。

## 外部連結
- http://t.seacoastonline.com/apps/pbcs.dll/article?aid=/20031124/NEWS/311249980&template=tabletart&cid=sitesearch （页面存档备份，存于） By TRUDY TYNAN
- Massachusetts Local New Live:Adolfo "Big Al" Bruno's killer, Frankie A. Roche, pleads guilty （页面存档备份，存于） by the Republican Newsroom
- https://web.archive.org/web/20120513063430/http://www.wwlp.com/dpp/news/local/hampden/fbi-could-have-prevented-al-brunos-death-reputed-mob-boss-son-says